# Université La Salle (Pennsylvanie)
Pour les articles homonymes, voir La Salle.
L’université La Salle (anglais : La Salle University) est une université catholique située à Philadelphie aux États-Unis. Elle est fondée en 1863, et elle est nommée en l'honneur de Jean-Baptiste de La Salle. Aujourd'hui[Quand ?] elle a plus de 6 200 étudiants, dont trois quarts inscrits au baccalauréat.

## Anciens étudiants célèbres
- Kate M. Harper (1956), femme politique
- William J. Burns (1988), Directeur de la CIA